# Félix del Rosario
Félix del Rosario (* 12. Juni 1934 in San Francisco de Macorís; † 26. Oktober 2012 in Santo Domingo) war ein dominikanischer Musiker (Saxophon), Komponist und Orchesterleiter.
Del Rosario begann seine musikalischen Studien mit 15 Jahren an der Musikschule seiner Geburtsstadt. Schon sehr früh zog er nach Santo Domingo, damals Trujillo, und wurde dort Mitglied der Kriegsmarine-Band, wo er es bis zum Offizier brachte. Seit dieser Zeit interessierte er sich für die Jazzmusik; 1953 war er Mitbegründer des Orchesters von Antonio Morel. Etwas später arbeitete er mit Amado Vásquez, Agustín Mercier und Rafael Solano.
1964 gründete er seine Band „Félix del Rosario y Sus Magos del Ritmo“. Diese Gruppe prägte mehr als 20 Jahre die Populäre Musik in der dominikanischen Republik. Mitglieder des Orchesters waren u. a. Antonio Peña, Papito Bazán, Quico Marcano und Manuel Perdomo sowie die Sänger Frank Cruz und El Negrito Macabí. Später gründete er die Santo Domingo All Stars und die Grupo Félix.
Seine Merengues nahmen einen herausragenden Platz im Repertoire der dominikanischen Volksmusik ein, mit Themen wie Papá Bocó, komponiert von Manuel Sánchez Acosa, sowie Víctor y Memelo, Mal Pelao, La Caperucita und El Secuestro. Er komponierte auch Themen, die sich an den afrokubanischen Jazz annäherten, wie Carmen, eine Verschmelzung von Quaracha und lateinamerikanischem Jazz.
Er erhielt verschiedene Auszeichnungen wie 1973 die des „Verdienten Sohnes“ seiner Geburtsstadt und 1995 den Duarte Sánchez und Mella-Verdienstorden. Er starb am 26. Oktober 2012 im Alter von 78 Jahren an einem Herzinfarkt.